# 陳芷尤
陳芷尤（英語：Apple Chan Tsz Yau，1989年3月12日—），新加坡籍香港女演員及主持，曾為無綫電視基本藝人合約藝員。

## 簡歷
陳芷尤出生于香港，家有一名胞兄，父母早年離異，4歲時隨家人移民新加坡。她在當地就學和成長。她曾就讀位於新加坡碧山的光洋小學（Guangyang Primary School）及大巴窯的大智中學（First Toa Payoh Secondary School），後來入讀拉萨尔艺术学院修讀廣告設計，並於2011年畢業。由於其父親是泰拳運動員和出身自熱衷泰拳的家庭，所以她亦潛移默化而愛上拳擊運動。另外，她在讀中學時為校內壘球隊成員，又獲得了新加坡 National Police Cadet Corps 的最佳學員獎項。
陳芷尤涉足娛樂圈前當過模特兒，獲冠以「小舒淇」稱號，後成為過江龍而留港發展。2011年，她參加了《2011年度香港小姐競選》卻未能入圍決賽，結果獲安排入讀第25期藝員訓練班，並於該台綜藝節目《五覺大戰》內擔任神獸天使。2013年10月，她的演出同時在《愛·回家》、《巨輪》、《神鎗狙擊》三線劇集裡出現，開始為人熟悉。當中「小雲」（《愛·回家》）與「彭棋」（《神鎗狙擊》）為其代表角色。
2016年，陳芷尤在《Big Boys蕩漾夏水禮》中展示出豐滿身材而獲網民熱捧；同年首度與張名雅、阮兒及周麗欣一起獲提名《萬千星輝頒獎典禮2016》「最受歡迎劇集搭檔」獎。2017年，她憑新加坡電影《新兵正傳 IV》中「張心怡」一角在當地走紅；2019年6月便與無綫電視結束合約，正式返回新加坡發展。

## 感情生活
陳芷尤曾與無綫電視藝人張振朗拍拖5年多，二人同為第25期藝員訓練班的學生，惟至2018年4月各在社交平台對外公布分手，並強調當中不涉及第三者。
2024年3月，陳芷尤於社交媒體上宣佈跟一名圈外男子結婚。

## 演出作品

### 電視劇
| 首播               | 劇名                  | 角色               |
| 無綫电視           |                       |                    |
| 2012年             | 愛·回家               | 小 雲              |
| 2012年             | 衝呀！瘦薪兵團        | Juice              |
| 2012年             | 巴不得媽媽...         | 天氣女郎應徵者     |
| 2012年             | 巴不得媽媽...         | 模特兒             |
| 2012年             | 巴不得媽媽...         | 嫩 模              |
| 2012年             | 巴不得媽媽...         | 美 女              |
| 2012年             | 法網狙擊              | 模特兒             |
| 2012年             | 法網狙擊              | 愛滋病帶菌者       |
| 2012年             | 幸福摩天輪            | 舞小姐             |
| 2013年             | 初五啟市錄            | 尚品樓伙計         |
| 2013年             | 戀愛季節              | 姚冬妮（青年）     |
| 2013年             | 心路GPS               | 歌 星              |
| 2013年             | 女警愛作戰            | 本地孕婦           |
| 2013年             | 仁心解碼II            | Mable              |
| 2013年             | 神探高倫布            | 青 年              |
| 2013年             | 情越海岸線            | 收銀員             |
| 2013年             | 好心作怪              | Wonder Eyes 模特兒 |
| 2013年             | 好心作怪              | 好易辦廣告女演員   |
| 2013年             | 神鎗狙擊              | 彭 棋              |
| 2013年             | 巨輪                  | 小 紅              |
| 2013年             | 法外風雲              | 律師樓職員         |
| 2013年             | My盛Lady              | 舞 伴              |
| 2013年             | 衝上雲霄II            | 記 者              |
| 2014年             | 點金勝手              | 空 姐              |
| 2014年             | 寒山潛龍              | 小 翠              |
| 2014年             | 载得有情人            | Pinky              |
| 2014年             | 使徒行者              | 老 师              |
| 2014年             | 再戰明天              | 錢安琪（Angel）    |
| 2014年             | 八卦神探              | Chin Chin          |
| 2015年             | 四個女仔三個BAR       | 金舖職員           |
| 2015年             | 潮拜武當              | 假扮艷女之記者     |
| 2015年             | 拆局專家              | 蚊 之（少年）      |
| 2015年             | 收規華                | 梁美蘭（青年）     |
| 2015年             | 無雙譜                | 月 滿              |
| 2015年             | 張保仔                | 護 士              |
| 2015年             | 實習天使              | 排舞師             |
| 2016年             | 愛情食物鏈            | 劉玉馨             |
| 2016年             | 警犬巴打              | 女職員             |
| 2016年             | 潮流教主              | Sandy              |
| 2016年             | 火線下的江湖大佬      | 街 坊              |
| 2016年             | 純熟意外              | Carol              |
| 2016年             | 一屋老友記            | Koey               |
| 2016年             | 城寨英雄              | 高 洋              |
| 2016年             | 超能老豆              | 麥小姐             |
| 2016年             | 為食神探              | 職 員              |
| 2016年             | 流氓皇帝              | 村姑丁             |
| 2016年             | 巾幗梟雄之諜血長天    | 日本妓女           |
| 2017年             | 味想天開              | 李炳女兒           |
| 2017年             | 親親我好媽            | 陸筱純             |
| 2017年             | 與諜同謀              | 楊芊雪             |
| 2017年             | 心理追兇 Mind Hunter  | 陳子蔚             |
| 2017年             | 溏心風暴3             | Vera               |
| 2018年             | 天命                  | 牡 丹              |
| big big channel    |                       |                    |
| 2017年             | 降魔的番外篇 - 首部曲 | 神 婆              |
| 新傳媒私人有限公司 |                       |                    |
| 2011年             | 警徽天职              | 沈美琪             |
| 2019年             | 我的左邻右里          | 张庭萱             |
| 2021年             | 21点灵                | 吳羽薇（年青）     |

### 網絡劇
| 首播               | 劇名         | 角色   |
| 新傳媒私人有限公司 |              |        |
| 2019年             | 神奇之吻     | 金向南 |
| 2019年             | 大话精       | 林美琪 |
| 2020年             | 致2020的我们 | 王芸汐 |

### 綜藝節目
| 首播               | 節目名                    | 備註 |
| 無綫电視           |                           | |
| 2011年             | 變身男女Chok Chok Chok    | 第五代天使之一 |
| 2012年             | 五覺大戰                  | 神獸天使之一 |
| 2012年             | 世界衝擊影像社            | 演出第6集 |
| 2012年             | 玩轉三周1/2               | Gameの慾孽（五覺神獸之一） |
| 2013年             | 玩轉世界盃                | 演出 |
| 2014年             | Sunday扮嘢王              | 第2集（飾演朱皮 —— 模仿舒淇） 第6集（飾演四個金瓜 —— 模仿四朵金花：王愛明） 第7集（飾演Espresso —— 模仿林芊妤） 第10集（飾演Yummy —— 模仿陳穎欣） |
| 2015年             | 姊妹淘                    | 第五輯 第21集 |
| 2015年             | 超強選擇1分鐘             | 第13集 |
| 2016年             | 姊妹淘                    | 第五輯 第333及334集嘉賓 |
| 2016年             | 兄弟幫                    | 第1633及1634集嘉賓 |
| 2016年             | Big Boys蕩漾夏水禮        | 演出嘉賓 |
| 2016年             | 2017 TVB節目巡禮星光晚宴  | 嘉賓 |
| 2016年             | 萬千星輝頒獎典禮2016      | 列席者 |
| 2017年             | 群星拱照Big Big Channel   | 嘉賓 |
| 2017年             | 瘋狂夏水禮2017            | 演出第3、4集 |
| 2017年             | TVB金禧晚宴暨2018節目巡禮 | 嘉賓 |
| 2018年             | 大玩特玩                  | 演出 |
| 新傳媒私人有限公司 |                           | |
| 2018年             | 歡喜就好4                 | 演出 |
| 2019年             | 猪饱饱欢乐迎肥年          | 演出 |
| 2023年             | 向世界挑战                | 演出第8集 |

### 主持節目
| 首播       | 節目名           | 備註                                 |
| 無綫电視   |                  |                                      |
| 2016年     | 玩盡澳門無限式   | 與陳偉琪、朱智賢及劉溫馨合作         |
| 2018年     | 玩轉新加坡無限式 | TVB8；與陳婉衡、陳凱琳、及宋雙佳合作 |
| 香港開電視 |                  |                                      |
| 2022年     | 重新出發         | 新加坡篇                             |

### 電影
| 首映   | 電影名       | 角色           |
| 2016年 | 少女打擂台   | 余慧心         |
| 2017年 | 新兵正傳 IV  | 張心怡         |
| 2018年 | 旺得福梁细妹 | 梁细妹（青年） |
| 2019年 | 殺手不笨     | Ira            |
| 2022年 | 女兵外傳     | 陈若萱         |
| 2022年 | 女兵外傳2    | 陈若萱         |

### 其他
| 年份   | 內容                       | 備註                                   |
| 2014年 | 幻想無極限／幻想救未來     | J2動漫熱代言人（與李靜儀及何廣沛合作） |
| 2015年 | 東網Baby夏日心動           | 第26集                                 |
| 2016年 | 2016年度香港泰拳女子錦標賽 | 功夫Cafe 專訪 （页面存档备份，存于）   |
| 2019年 | 喪吹會所                   | 策略王直播室電台節目、8月29日嘉賓      |

### 廣告 / 代言
| 年份   | 產品                                                                                                |
| 2015年 | 彩豐行「豐胸瘦身」                                                                                  |
| 2016年 | 喜居樂床褥                                                                                          |
| 2017年 | OSIM（新加坡）「迷你天王按摩椅、高跟妹妹美腿機 - OSIM Christmas with uDivine Mini and uStiletto！」 |
| 2017年 | OSIM（新加坡）「白馬王子按摩椅、健康搖搖椅 - OSIM Christmas with uLove and uBumbum！」              |
| 2018年 | 金麒麟「即溶焙茶拿鐵 - Some things are just too irresistible to share」                             |
| 2018年 | SimplyLife 家居用品店「Simply Love It」                                                             |
| 2022年 | 美珍香（新加坡）「黑胡椒香味肉干」                                                                  |

## 曾獲獎項與提名
| 年份   | 獎項                                     | 結果 |
| ------ | ---------------------------------------- | ---- |
| 2016年 | 萬千星輝頒獎典禮2016「最受歡迎劇集搭檔」 | 提名 |

## 外部連結
- 陳芷尤的Facebook專頁
- 陳芷尤 Apple Chan的Facebook專頁
- 陳芷尤的Instagram帳戶
- 陳芷尤的新浪微博